# Catriona Laing

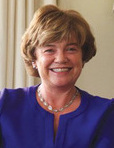
Catriona Laing (2018)

Catriona Wendy Campbell Laing (* vor 1970) ist eine britische Diplomatin. Seit 2023 ist sie UN-Sonderbeauftragte für Somalia und Leiterin der dortigen UN-Mission UNSOM.

## Ausbildung
Laing studierte Wirtschaftswissenschaft an der London School of Economics und schloss dort 1986 mit einem Master of Science ab. Später absolvierte sie ein Business-Administration-Studium an der School of Management an der Cranfield University, das sie 1996 mit einem MBA beendete.

## Karriere
Nach ihrem Erststudium arbeitete Laing als Stipendiatin des Thinktanks Overseas Development Institute (ODI) im Arbeitsministerium Botswanas. Sie begann im Anschluss bei der Overseas Development Administration, damals eine Agentur des britischen Außenministeriums (FCO) und wurde für die Leitung des Entwicklungshilfebüros bei der UN Mission in Somalia 1993 bis 1994 abgeordnet. Nach Abschluss ihres Studiums an der Cranfield School of Management nahm sie ihre Arbeit bei der Overseas Development Administration wieder auf, die 1997 Abteilung im Entwicklungshilfeministerium (Department for International Development, DFID) wurde. Sie wurde von 2001 bis 2005 ins Cabinet Office, die Regierungszentrale des Premierministers, als stellvertretende Direktorin der Strategieeinheit abgeordnet, von 2005 bis 2006 war sie Leiterin der Beratungseinheit der internationalen Abteilung des DFID, von 2006 bis 2009 war sie als Direktorin des DFID in Sudan, von 2009 bis 2012 war sie im Justizministerium Direktorin der Abteilung für Menschenrechte und internationale Angelegenheiten. Sie wechselte ins Außenministerium und war von 2012 bis 2013 die leitende zivile Repräsentantin Großbritanniens bei der ISAF-Mission der NATO in Afghanistan.
2014 wurde Laing zur Botschafterin Großbritanniens in Simbabwe ernannt. Nach vier Jahren in diesem Amt wurde sie 2018 zur Hochkommissarin Großbritanniens in Nigeria berufen.
Im Mai 2023 wurde Laing von UN-Generalsekretär António Guterres zur UN-Sonderbeauftragten  für Somalia und Leiterin der UN-Unterstützungsmission UNSOM.

## Ehrungen
Beim Neujahrsempfang 2012 wurde Laing zur Companion des Order of the Bath (CB) ernannt.